# Mongardino
Mongardino, (Mongardin o Mongarden en piemontès) és un municipi situat al territori de la província d'Asti, a la regió del Piemont (Itàlia).
Limita amb els municipis d'Asti, Isola d'Asti i Vigliano d'Asti.
Pertanyen al municipi les frazioni de Madonna, San Pietro Stazione, Serra d'Asti i Terpone.

## Galeria fotogràfica

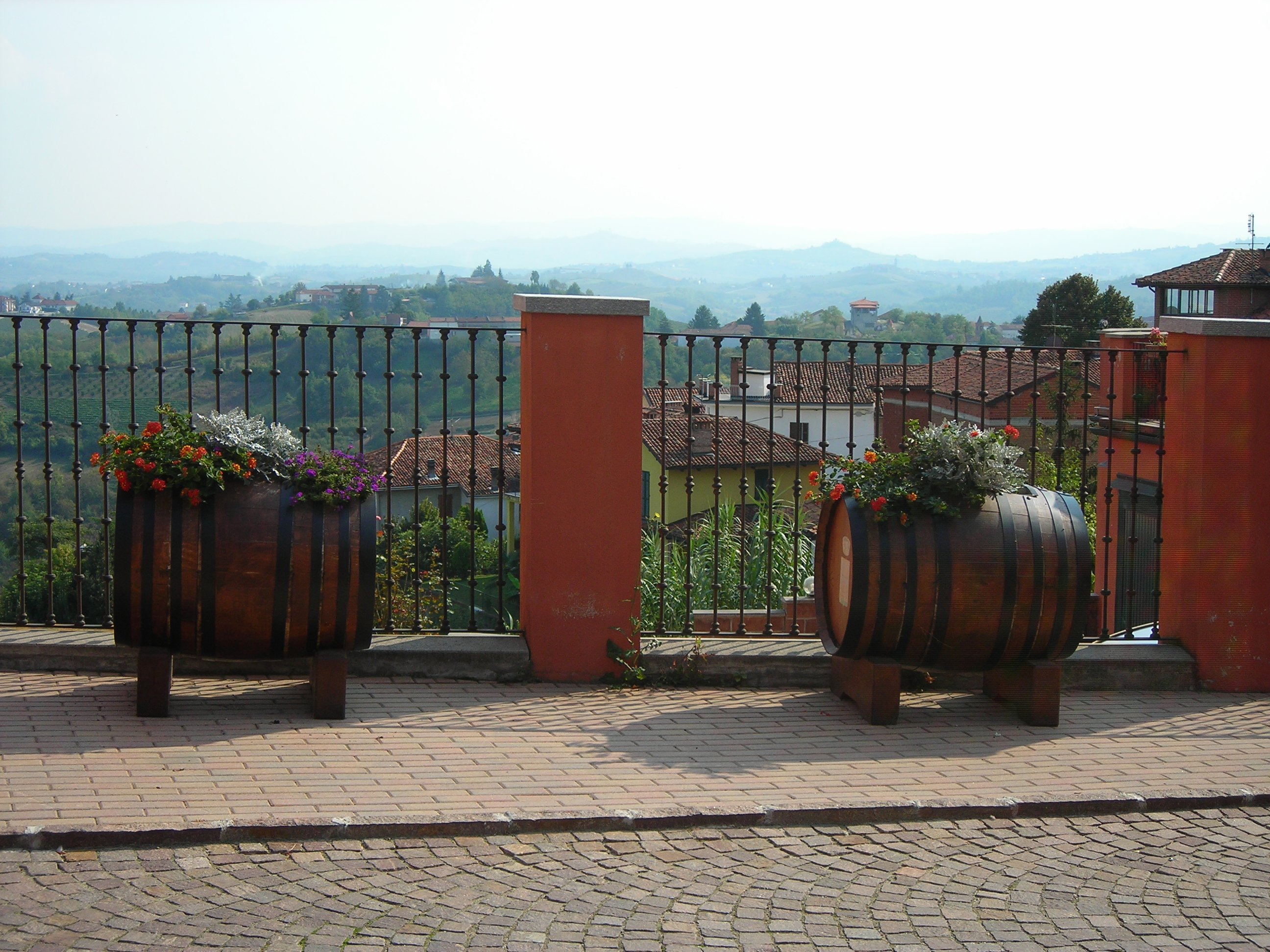
Vista de la plaça del comú.
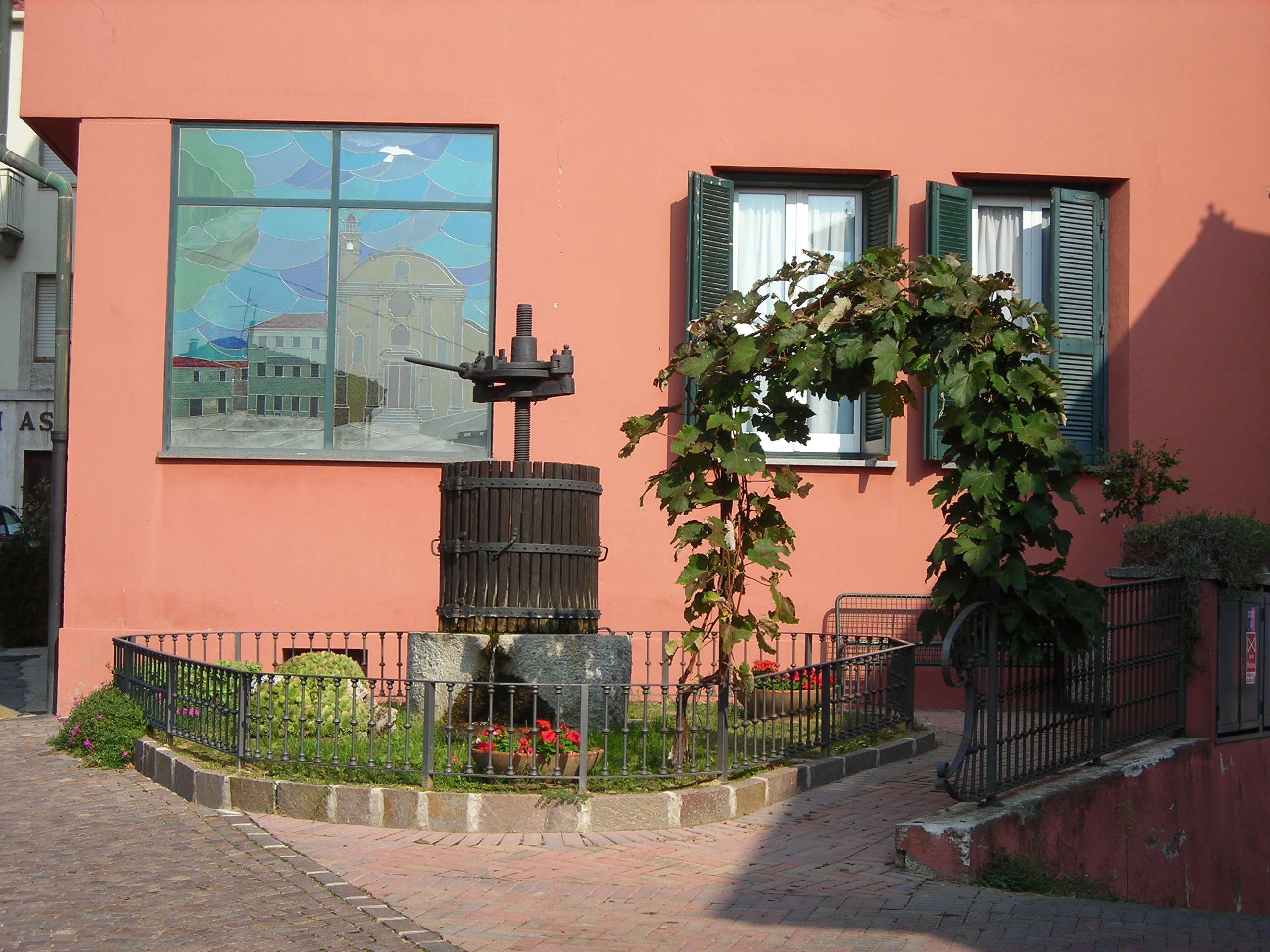
Font.
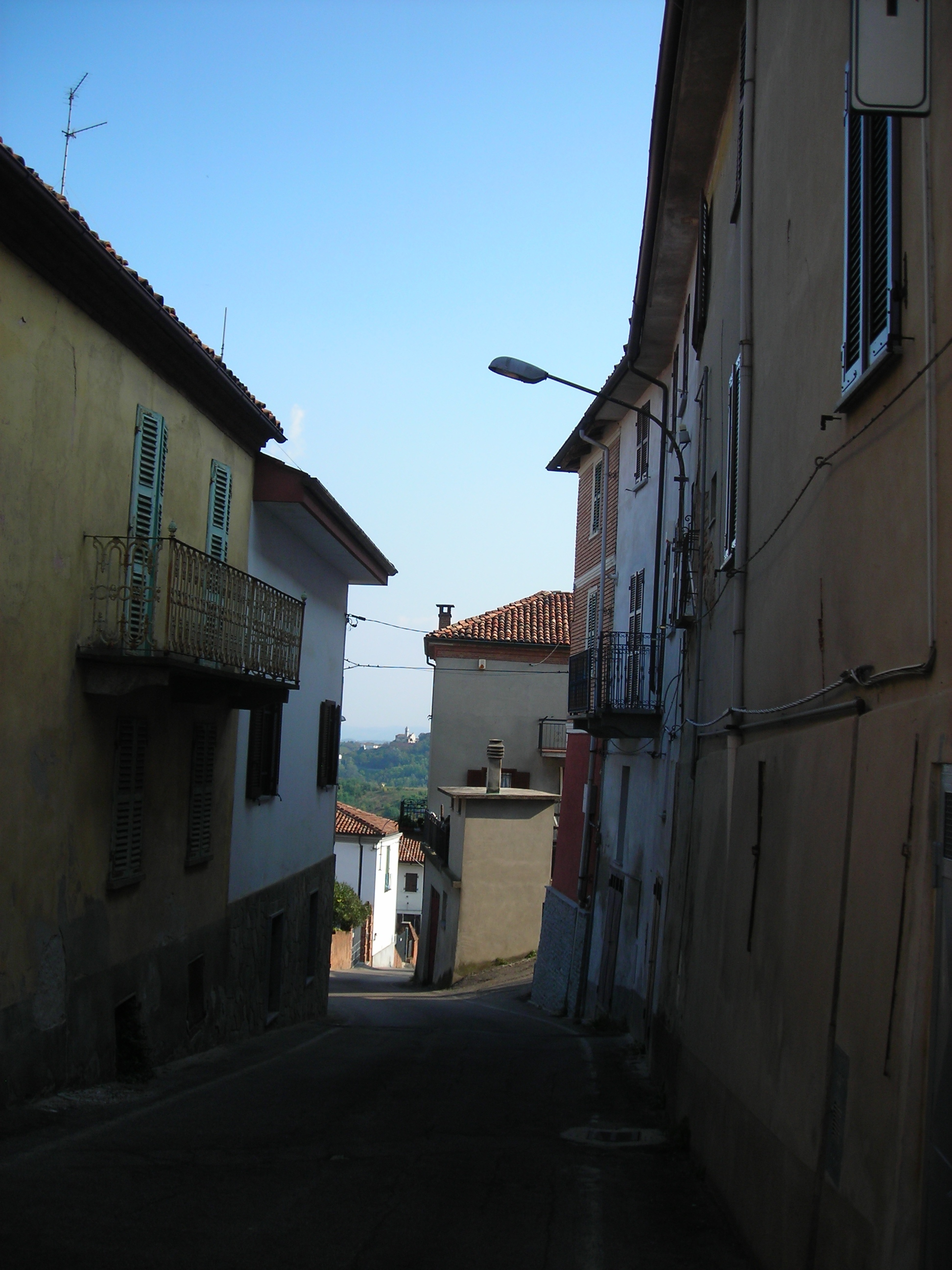
Via Gioberti, des de la via lunga.
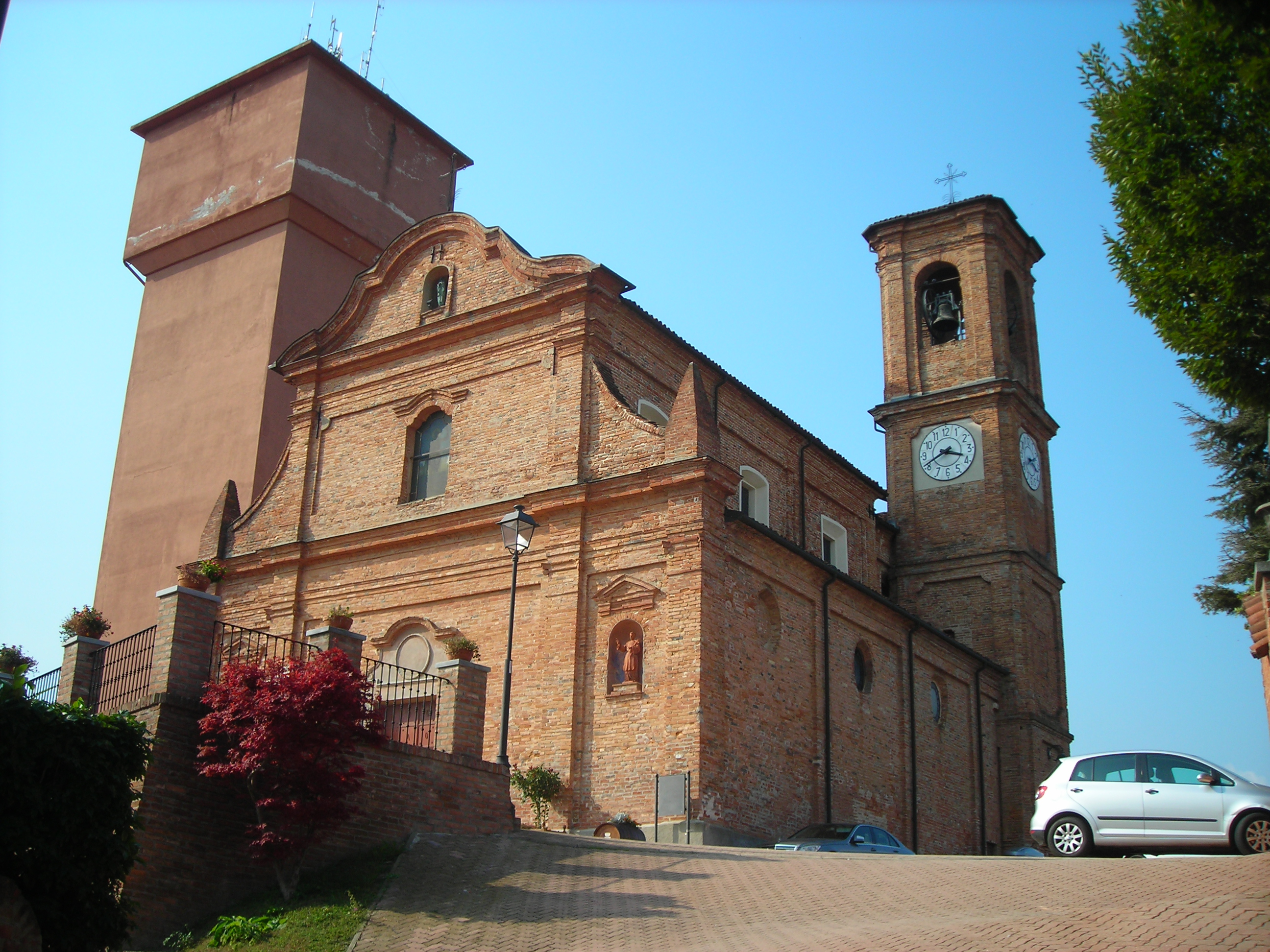
L'església
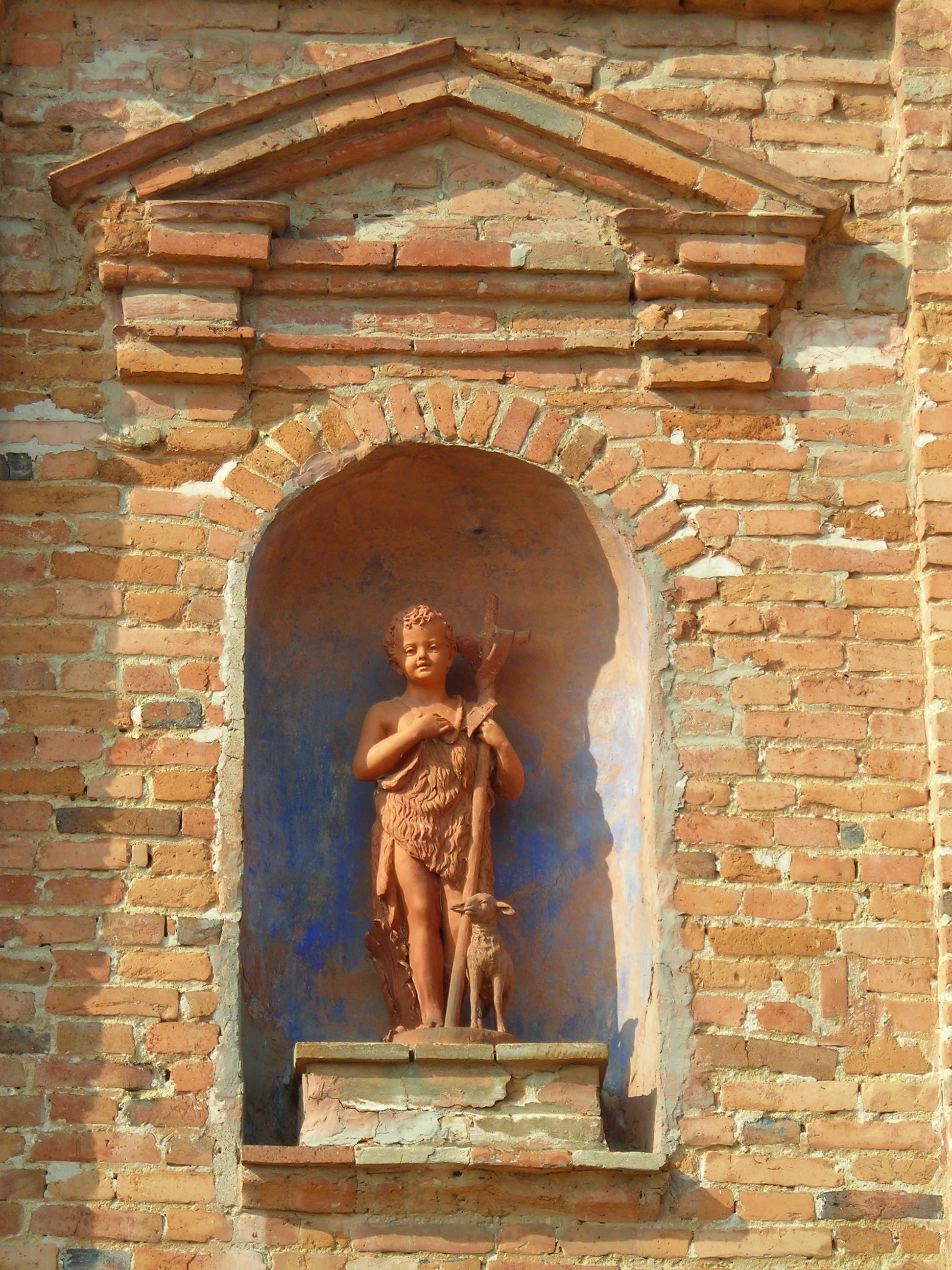
Estàtua a la façana de l'església
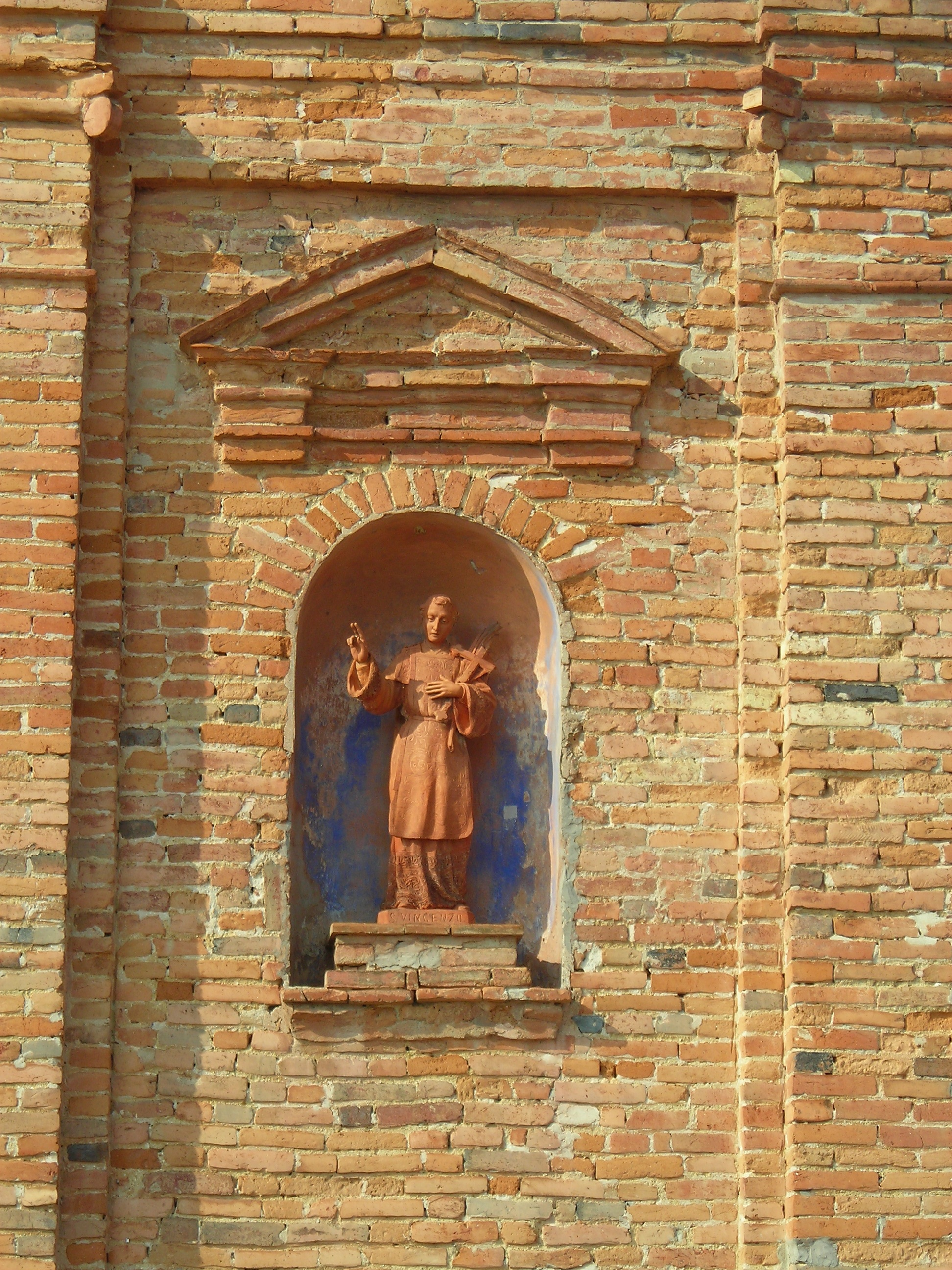
Estàtua de St. Vicenç a la façana de l'església
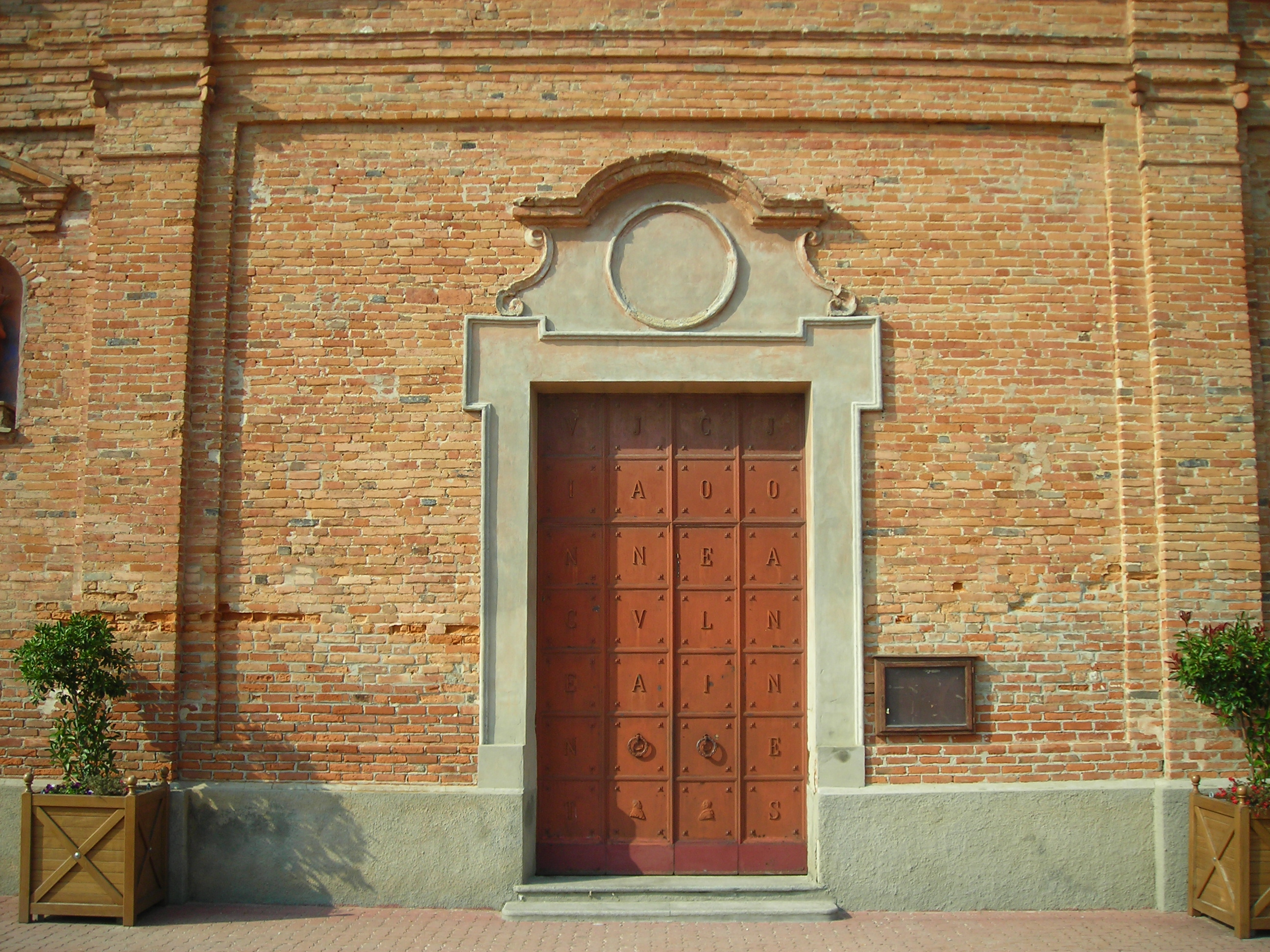
Portalada de l'església